# Colobotettix morbillosus
Colobotettix morbillosus är en insektsart som först beskrevs av Melichar 1896.  Colobotettix morbillosus ingår i släktet Colobotettix, och familjen dvärgstritar. Enligt den finländska rödlistan är arten sårbar i Finland. Arten har ej påträffats i Sverige.

## Bildgalleri

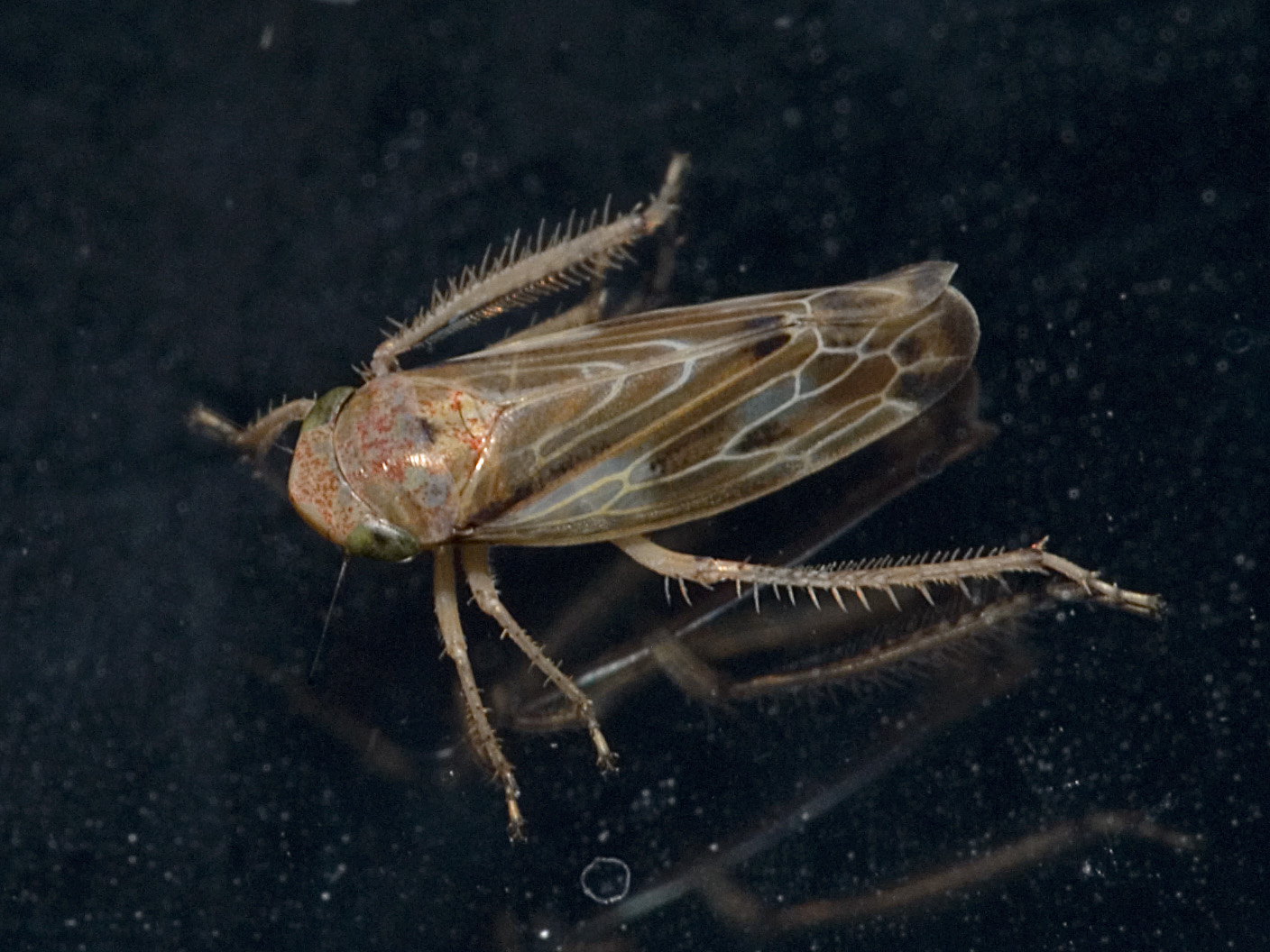
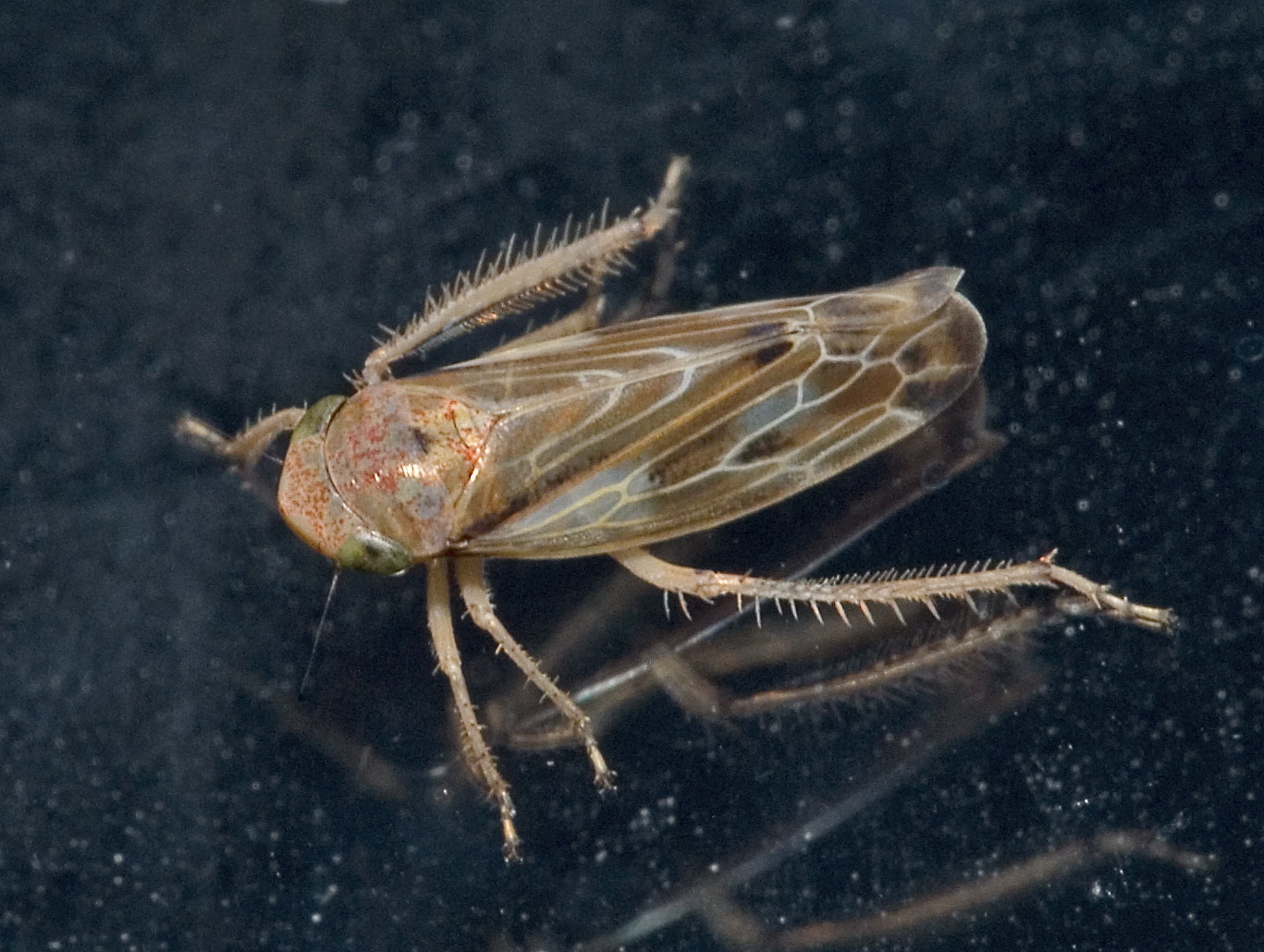